# Football Club Internazionale Milano 2004-2005
Questa voce raccoglie le informazioni riguardanti il Football Club Internazionale Milano nelle competizioni ufficiali della stagione 2004-2005.

## Stagione
(Ricostruzione di Filippo Grassia e Gianpiero Lotito sulla prima stagione di Mancini all'Inter.)

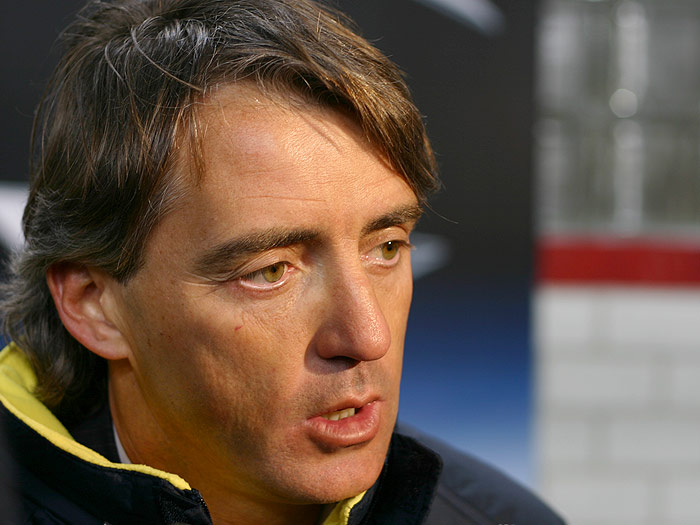
Il nuovo allenatore Mancini, vincitore in Coppa Italia al primo anno sulla panchina nerazzurra.

Da una Lazio in grave crisi societaria, proveniva durante l'estate 2004 il tecnico Roberto Mancini: personalmente apprezzato da Massimo Moratti per il carisma utile a governare uno spogliatoio incline all'anarchia, lo jesino instaurò col club un sodalizio mai giunto a compimento negli anni da calciatore.
Esame iniziale da sostenere il turno di qualificazione alla Champions League, con l'elvetico Basilea liquidato in scioltezza: a destare qualche apprensione il sorteggio nel gruppo includente Werder Brema e Valencia, rispettive campioni in Bundesliga e Primera División con gli spagnoli tra l'altro impostisi nella Coppa UEFA e Supercoppa Europea. In fatto di mercato da segnalare il passaggio di Fabio Cannavaro alla Juventus, compensato dall'acquisto del portiere Carini: in precedenza tesserato dagli stessi bianconeri, l'estremo difensore uruguaiano raccolse poco spazio a Milano.
Chiamata a esordire in campionato nell'anticipo pomeridiano del sabato, l'Inter si misurò con il Chievo sul difficile terreno del Bentegodi: votati alla copertura i nuovi laterali, gli ultratrentenni svincolati, Favalli e Mihajlović, l'incursore Zé Maria e un «tuttocampista» Cambiasso formavano assieme all'incontrista Davids e al regista Verón, in prestito dal Chelsea, la linea mediana di una squadra il cui mercato era stato fatto praticamente a costo zero. Aperto il punteggio grazie a Stanković, un black out difensivo comportò la rimonta scaligera col pari fissato da Adriano: sempre opera del brasiliano un gol decisivo per centrare a Bergamo la prima vittoria, col debutto del classe 1980 Burdisso macchiato dal sanguinoso retropassaggio di cui approfittò Budan per trovare il momentaneo 1-0.
Presentandosi all'Olimpico dopo aver espugnato Anderlecht in coppa, Javier Zanetti e soci dilapidarono clamorosamente un vantaggio per 3-1 facendosi riprendere dalla Roma: sotto accusa l'esperto quanto a tratti rivedibile Toldo, sostituito da Fontana nella trasferta del Mestalla. Ammutolito a suon di reti il pubblico iberico, i nerazzurri trassero un prezioso punto dalla stracittadina del 24 ottobre 2004 anche per merito della riserva cesenate tra i pali; la chiara tendenza al pareggio sarebbe assurta a «costante» stagionale per i 18 nulla di fatto su 38 gare, di cui 13 nel girone d'andata, con 7 di essi raccolti addirittura consecutivamente nel pieno dell'autunno.

Il brasiliano Adriano (al centro), migliore realizzatore stagionale e decisivo per la conquista della coppa nazionale.

Accompagnato da carenze del pacchetto arretrato, il succitato filotto sembrava giungere al termine col derby d'Italia del 28 novembre 2004: al doppio vantaggio dei piemontesi realizzato nel secondo tempo, rispose Mancini, inserendo Vieri e Recoba a supporto di Martins e Adriano con l'italiano prima e il brasiliano poi che riportavano il risultato sul 2-2 nei minuti conclusivi del match. La serie di pareggi venne interrotta con un netto cinque a zero ai danni del Messina, con Adriano autore di una tripletta. Rivelatasi almeno in avvio poco funzionale, successivamente l'imbattibilità era salvaguardata in extremis a Siena: ben più soddisfacente il percorso in Europa, con l'abbinamento al Porto (campione d'Europa e del mondo in carica) una volta chiuso in testa il girone senza concedere gol a San Siro.
Guarita strada facendo da una pareggite cronica e da varie lacune nell'impianto difensivo, la formazione partì con altro piglio nel 2005, inseguendo un terzo posto conteso da Sampdoria e Udinese: sconfitti i liguri al Meazza capovolgendo in appena 6' un duplice passivo, Vieri evitò un tracollo a Parma raggiungendo nell'occasione le 100 marcature con la squadra. Lasciatasi sfuggire i 3 punti nello stadio friulano, domenica 27 febbraio 2005 la Beneamata incappava in una battuta d'arresto sconosciuta da 40 partite: anteprima dell'euroderby valevole per i quarti di finale, il confronto meneghino era risolto da Kakà.
Sbrigata senza eccessivi patemi la formalità costituita dai lusitani, con tripletta di Adriano nel retour match che, con 10 reti (incluse quelle segnate nei turni preliminari), diventava il miglior marcatore nella storia del club in una singola edizione della massima competizione continentale. Il brasiliano sarà però costretto a saltare l'andata dei quarti di finale a causa di un infortunio patito nella partita vinta contro la Fiorentina del 20 marzo 2005.
L'Inter cadeva in maniera arrendevole dinnanzi ai rossoneri: già maturata in pratica sul rettangolo erboso, l'eliminazione venne sancita dalla giustizia sportiva a causa delle intemperie di alcuni tifosi che provocarono il 12 aprile 2005 un'anticipata sospensione della sfida e la conseguente squalifica per il pubblico.
A riprova della fiducia e consapevolezza acquisite dall'ambiente, i milanesi colsero a Torino un fondamentale successo per l'obiettivo del podio: pur soffrendo a Messina una beffa nel recupero, vincendo nove partite su undici, la squadra dell'allenatore marchigiano ottenne il piazzamento-Champions e l'affermazione in Coppa Italia. Lanciando segnali incoraggianti in ottica futura, la società veniva nominata al primo posto nella graduatoria mondiale redatta dalla IFFHS: ipotecata la conquista del summenzionato trofeo già nella partita d'andata grazie a due reti di Adriano, il 15 giugno 2005 una punizione di Mihajlović stese definitivamente i capitolini aprendo la bacheca di via Durini per la prima volta dal 1998.

## Divise e sponsor

La presentazione delle divise interiste della stagione nel ritiro estivo di Riscone di Brunico

Lo sponsor tecnico per la stagione 2004-2005 fu la Nike, mentre lo sponsor ufficiale era la Pirelli.
Per gli incontri casalinghi di Champions League, venne utilizzata una divisa ispirata a quella della stagione 1997-98 (impiegata nella circostanza per gli appuntamenti di Coppa UEFA).
| Casa | Trasferta | Terza divisa | 1ª portiere | 2ª portiere | 3ª portiere |

## Organigramma societario
Area direttiva
- Proprietario: Massimo Moratti
- Presidente: Giacinto Facchetti
- Vice presidente: Angelomario Moratti, Gianmarco Moratti
- Amministratore delegato e direttore generale: Mauro Gambaro

Area marketing
- Direttore marketing: Walter Bussolera
- Direttore commerciale: Barbara Ricci

Area organizzativa
- Segretario generale: Luciano Cucchia
- Team manager: Guido Susini

Area comunicazione
- Responsabile area comunicazione: Gino Franchetti
- Capo ufficio stampa: Sandro Sabatini
- Ufficio Stampa: Giuseppe Sapienza
- Direttore editoriale: Susanna Wermelinger

Area tecnica
- Consulente di mercato e addetto rapporti 1ª squadra: Gabriele Oriali
- Direttore area tecnica: Marco Branca
- Allenatore: Roberto Mancini
- Viceallenatore: Fernando Orsi
- Assistente tecnico: Fausto Salsano
- Preparatori dei portieri: Giulio Nuciari e Massimo Battara
- Responsabile preparatore atletici: Ivan Carminati
- Preparatori atletici: Gian Nicola Bisciotti e Claudio Gaudino

Area sanitaria
- Medico prima squadra: Franco Combi
- Fisioterapista: Sergio Viganò
- Massofisioterapisti: Massimo Della Casa e Marco Della Casa

## Rosa
| N. |                                | Ruolo | Calciatore                |
| -- | ------------------------------ | ----- | ------------------------- |
| 1  | Italia (bandiera)              | P     | Francesco Toldo           |
| 2  | Colombia (bandiera)            | D     | Iván Córdoba              |
| 3  | Argentina (bandiera)           | D     | Nicolás Burdisso          |
| 4  | Argentina (bandiera)           | D     | Javier Zanetti (capitano) |
| 5  | Turchia (bandiera)             | C     | Emre Belözoğlu            |
| 6  | Italia (bandiera)              | C     | Cristiano Zanetti         |
| 7  | Paesi Bassi (bandiera)         | C     | Andy van der Meyde        |
| 8  | Paesi Bassi (bandiera)         | C     | Edgar Davids              |
| 9  | Argentina (bandiera)           | A     | Julio Ricardo Cruz        |
| 10 | Brasile (bandiera)             | A     | Adriano                   |
| 11 | Serbia e Montenegro (bandiera) | D     | Siniša Mihajlović         |
| 12 | Italia (bandiera)              | P     | Alberto Fontana           |
| 13 | Brasile (bandiera)             | D     | Zé Maria                  |
| 14 | Argentina (bandiera)           | C     | Juan Sebastián Verón      |
| 15 | Uruguay (bandiera)             | P     | Fabián Carini             |
| 16 | Italia (bandiera)              | D     | Giuseppe Favalli          |
| 18 | Argentina (bandiera)           | C     | Kily González             |
| 19 | Argentina (bandiera)           | C     | Esteban Cambiasso         |
| 20 | Uruguay (bandiera)             | A     | Álvaro Recoba             |
| 21 | Grecia (bandiera)              | C     | Giōrgos Karagkounīs       |
| 23 | Italia (bandiera)              | D     | Marco Materazzi           |
| 24 | Paraguay (bandiera)            | D     | Carlos Alberto Gamarra    |
| 25 | Serbia e Montenegro (bandiera) | C     | Dejan Stanković           |
| 26 | Italia (bandiera)              | D     | Giovanni Pasquale         |
| 27 | Francia (bandiera)             | P     | Mathieu Moreau            |
| 28 | Italia (bandiera)              | C     | Mario Rebecchi            |
| 30 | Nigeria (bandiera)             | A     | Obafemi Martins           |

| N. |                    | Ruolo | Calciatore              |
| -- | ------------------ | ----- | ----------------------- |
| 32 | Italia (bandiera)  | A     | Christian Vieri         |
| 35 | Italia (bandiera)  | P     | Moreno Impagnatiello    |
| 36 | Italia (bandiera)  | P     | Luca Bonfiglio          |
| 37 | Italia (bandiera)  | P     | Paolo Tornaghi          |
| 38 | Italia (bandiera)  | D     | Paolo Hernán Dellafiore |
| 39 | Italia (bandiera)  | D     | Simone Fautario         |
| 40 | Italia (bandiera)  | D     | Nicolas Giani           |
| 41 | Italia (bandiera)  | D     | Flavio Visconti         |
| 42 | Italia (bandiera)  | C     | Daniel Semenzato        |
| 43 | Nigeria (bandiera) | C     | Saidi Adeshokan         |
| 44 | Italia (bandiera)  | C     | Omar Laribi             |
| 45 | Italia (bandiera)  | A     | Francesco Bilardo       |
| 46 | Brasile (bandiera) | A     | Yrius Roberto Carboni   |
| 47 | Italia (bandiera)  | C     | Dino Marino             |
| 48 | Italia (bandiera)  | A     | Riccardo Meggiorini     |
| 49 | Italia (bandiera)  | D     | Marco Andreolli         |
| 50 | Italia (bandiera)  | A     | Matteo Momenté          |
| 51 | Italia (bandiera)  | D     | Fabrizio Biava          |
| 55 | Camerun (bandiera) | C     | Daniel Maa Boumsong     |
| 58 | Tunisia (bandiera) | C     | Tijani Belaid           |
| 71 | Italia (bandiera)  | P     | Alex Cordaz             |
| 77 | Italia (bandiera)  | D     | Francesco Coco          |
| 78 | Italia (bandiera)  | A     | Nicola Ventola          |
| 83 | Romania (bandiera) | C     | Ianis Zicu              |
| 87 | Italia (bandiera)  | P     | Giacomo Bindi           |
| 99 | Grecia (bandiera)  | A     | Lampros Choutos         |

## Calciomercato

### Sessione estiva(dall'1/7 al 31/8)
| Acquisti | Acquisti             | Acquisti     | Acquisti                   |
| R.       | Nome                 | da           | Modalità                   |
| -------- | -------------------- | ------------ | -------------------------- |
| P        | Mathieu Moreau       | Spezia       | fine prestito              |
| P        | Fabián Carini        | Juventus     | definitivo (10 milioni €)  |
| D        | Giuseppe Favalli     | Lazio        | svincolato                 |
| D        | Siniša Mihajlović    | Lazio        | svincolato                 |
| D        | Nicolás Burdisso     | Boca Juniors | definitivo (4 milioni €)   |
| C        | Juan Sebastián Verón | Chelsea      | prestito                   |
| C        | Esteban Cambiasso    | Real Madrid  | svincolato                 |
| C        | Edgar Davids         | Barcellona   | svincolato                 |
| C        | Zé Maria             | Perugia      | definitivo (1,4 milioni €) |
| A        | Lampros Choutos      | Olympiacos   | svincolato                 |

| Cessioni | Cessioni          | Cessioni       | Cessioni                  |
| R.       | Nome              | a              | Modalità                  |
| -------- | ----------------- | -------------- | ------------------------- |
| P        | Mathieu Moreau    | Ternana        | prestito                  |
| D        | Jérémie Bréchet   | Real Sociedad  | definitivo (4 milioni €)  |
| D        | Daniele Adani     | Brescia        | svincolato                |
| D        | Thomas Helveg     | Norwich City   | svincolato                |
| D        | Fabio Cannavaro   | Juventus       | definitivo (10 milioni €) |
| C        | Okan Buruk        | Beşiktaş       | definitivo                |
| C        | Khalilou Fadiga   |                | risoluzione contratto     |
| C        | Francisco Farinós | Maiorca        | prestito                  |
| C        | Matías Almeyda    | Brescia        | svincolato                |
| A        | Goran Pandev      | Lazio          | comproprietà              |
| A        | Mohamed Kallon    | Monaco         | definitivo (5 milioni €)  |
| A        | Nicola Ventola    | Crystal Palace | prestito                  |

### Sessione invernale(dal 2/1 all'1/2)
| Acquisti | Acquisti    | Acquisti | Acquisti   |
| R.       | Nome        | da       | Modalità   |
| -------- | ----------- | -------- | ---------- |
| P        | Júlio César | Flamengo | definitivo |

| Cessioni | Cessioni            | Cessioni | Cessioni   |
| R.       | Nome                | a        | Modalità   |
| -------- | ------------------- | -------- | ---------- |
| P        | Júlio César         | Chievo   | prestito   |
| P        | Alex Cordaz         | Spezia   | prestito   |
| D        | Giovanni Pasquale   | Siena    | prestito   |
| C        | Mario Rebecchi      |          | svincolato |
| C        | Ianis Zicu          | Parma    | prestito   |
| A        | Riccardo Meggiorini | Spezia   | prestito   |
| A        | Lampros Choutos     | Atalanta | prestito   |

## Risultati

### Serie A

#### Girone di andata
| Arbitro: | Paparesta (Bari) |

|                            |           |                           |
| Semioli 28’ Pellissier 37’ | Marcatori | 16’ Stanković 48’ Adriano |

| Arbitro: | Bertini (Arezzo) |

|             |           |          |
| Adriano 46’ | Marcatori | 67’ Toni |

| Arbitro: | Paparesta (Bari) |

|                       |           |                                      |
| Budan 25’ Pazzini 84’ | Marcatori | 54’ Stanković 79’ Recoba 87’ Adriano |

| Arbitro: | Morganti (Ascoli Piceno) |

|                  |           |                              |
| Martins 72’, 82’ | Marcatori | 17’ Gilardino 74’ Marchionni |

| Arbitro: | Bertini (Arezzo) |

|                                    |           |                                      |
| Montella 9’ Totti 57’ De Rossi 74’ | Marcatori | 45+1’ Cambiasso 51’ Verón 54’ Recoba |

| Arbitro: | Paparesta (Bari) |

|                           |           |           |
| Adriano 8’, 12’ Vieri 57’ | Marcatori | 51’ Mauri |

| Milano 24 ottobre 2004, ore 20:30 CEST 7ª giornata | Milan            | 0 – 0 referto | Inter | Stadio Giuseppe Meazza (79 775 spett.)\| Arbitro: \| Rosetti (Torino) \| |
| Arbitro:                                           | Rosetti (Torino) |               |       |                                                                          |

| Arbitro: | Rodomonti (Teramo) |

|                  |           |                        |
| Bojinov 36’, 49’ | Marcatori | 4’ Adriano 33’ Martins |

| Arbitro: | Trefoloni (Siena) |

|             |           |               |
| Adriano 46’ | Marcatori | 84’ Talamonti |

| Arbitro: | De Santis (Tivoli) |

|              |           |             |
| Dainelli 26’ | Marcatori | 81’ Adriano |

| Arbitro: | Rosetti (Torino) |

|                            |           |                           |
| Mihajlović 39’ Adriano 71’ | Marcatori | 49’ Petruzzi 87’ Bellucci |

| Arbitro: | Pieri (Lucca) |

|                                          |           |                                |
| Zola 5’ (rig.) Langella 32’ Esposito 60’ | Marcatori | 34’ Stanković 75’, 88’ Martins |

| Arbitro: | Rodomonti (Teramo) |

|                       |           |                                     |
| Vieri 79’ Adriano 85’ | Marcatori | 53’ Zalayeta 66’ (rig.) Ibrahimović |

| Arbitro: | Collina (Viareggio) |

|                                                           |           |  |
| Adriano 3’, 14’, 36’ Eleftheropoulos 56’ (aut.) Vieri 84’ | Marcatori |  |

| Arbitro: | Farina (Novi Ligure) |

|                       |           |                                |
| Portanova 41’ Flo 87’ | Marcatori | 36’ (rig.) Adriano 90+3’ Vieri |

| Arbitro: | Collina (Viareggio) |

|                |           |  |
| Mihajlović 25’ | Marcatori |  |

| Arbitro: | Rosetti (Torino) |

|  |           |                       |
|  | Marcatori | 42’, 73’ (rig.) Vieri |

| Arbitro: | Bertini (Arezzo) |

|                                      |           |                         |
| Martins 88’ Vieri 90+1’ Recoba 90+3’ | Marcatori | 44’ Tonetto 83’ Kutuzov |

| Reggio Calabria 15 gennaio 2005, ore 20:30 CET 19ª giornata | Reggina          | 0 – 0 referto | Inter | Stadio Oreste Granillo (22 000 spett.)\| Arbitro: \| Rosetti (Torino) \| |
| Arbitro:                                                    | Rosetti (Torino) |               |       |                                                                          |

#### Girone di ritorno
| Arbitro: | Paparesta (Bari) |

|             |           |              |
| Martins 83’ | Marcatori | 73’ Mandelli |

| Arbitro: | Trefoloni (Siena) |

|  |           |               |
|  | Marcatori | 5’, 58’ Vieri |

| Arbitro: | Racalbuto (Gallarate) |

|             |           |  |
| Martins 33’ | Marcatori |  |

| Arbitro: | Collina (Viareggio) |

|                                    |           |                              |
| Simplício 36’ (rig.) Gilardino 60’ | Marcatori | 76’ Córdoba 82’ (rig.) Vieri |

| Arbitro: | Trefoloni (Siena) |

|                       |           |  |
| Mihajlović 23’, 90+2’ | Marcatori |  |

| Arbitro: | Paparesta (Bari) |

|              |           |           |
| Goitom 90+1’ | Marcatori | 58’ Verón |

| Arbitro: | De Santis (Tivoli) |

|  |           |          |
|  | Marcatori | 74’ Kaká |

| Arbitro: | Rodomonti (Teramo) |

|                                |           |             |
| Córdoba 26’ Adriano 89’ (rig.) | Marcatori | 21’ Pinardi |

| Arbitro: | Trefoloni (Siena) |

|                  |           |          |
| A. Filippini 45’ | Marcatori | 70’ Cruz |

| Arbitro: | Bertini (Arezzo) |

|                                     |           |                                |
| Cambiasso 27’ Verón 53’ Córdoba 65’ | Marcatori | 41’ Pazzini 87’ (aut.) Córdoba |

| Arbitro: | Farina (Novi Ligure) |

|  |           |         |
|  | Marcatori | 4’ Cruz |

| Arbitro: | Saccani (Mantova) |

|                          |           |  |
| Zé Maria 40’ Martins 65’ | Marcatori |  |

| Arbitro: | De Santis (Tivoli) |

|  |           |          |
|  | Marcatori | 24’ Cruz |

| Arbitro: | Farina (Novi Ligure) |

|                            |           |          |
| Di Napoli 59’ Rafael 90+3’ | Marcatori | 46’ Cruz |

| Arbitro: | Dondarini (Finale Emilia) |

|                          |           |  |
| Cruz 2’ (rig.) Vieri 31’ | Marcatori |  |

| Arbitro: | Paparesta (Bari) |

|  |           |                              |
|  | Marcatori | 55’, 67’ Martins 90+2’ Vieri |

| Arbitro: | Brighi (Cesena) |

|           |           |  |
| Vieri 13’ | Marcatori |  |

| Arbitro: | Racalbuto (Gallarate) |

|  |           |             |
|  | Marcatori | 36’ Adriano |

| Milano 29 maggio 2005, ore 15:00 CEST 38ª giornata | Inter              | 0 – 0 referto | Reggina | Stadio Giuseppe Meazza (41 000 spett.)\| Arbitro: \| Ayroldi (Molfetta) \| |
| Arbitro:                                           | Ayroldi (Molfetta) |               |         |                                                                            |

### Coppa Italia

#### Fase finale
| Arbitro: | Cassarà (Palermo) |

|                               |           |              |
| Vieri 44’ Recoba 70’ Cruz 87’ | Marcatori | 22’ Bellucci |

| Arbitro: | Gabriele (Frosinone) |

|             |           |                       |
| Binotto 45’ | Marcatori | 56’, 81’, 85’ Martins |

| Arbitro: | Palanca (Roma) |

|  |           |             |
|  | Marcatori | 81’ Martins |

| Arbitro: | Rizzoli (Bologna) |

|                              |           |  |
| Recoba 31’ Emre 36’ Cruz 55’ | Marcatori |  |

| Arbitro: | Bertini (Arezzo) |

|          |           |             |
| Zola 49’ | Marcatori | 51’ Martins |

| Arbitro: | Pieri (Genova) |

|                              |           |           |
| Vieri 26’, 57’ Martins 90+1’ | Marcatori | 64’ López |

| Arbitro: | Collina (Viareggio) |

|  |           |                  |
|  | Marcatori | 30’, 36’ Adriano |

| Arbitro: | Trefoloni (Siena) |

|                |           |  |
| Mihajlović 52’ | Marcatori |  |

### UEFA Champions League

#### Turni preliminari
| Arbitro: | Poll |

|            |           |             |
| Huggel 25’ | Marcatori | 19’ Adriano |

| Arbitro: | Frisk |

|                                          |           |                |
| Adriano 1’, 52’ Stanković 12’ Recoba 59’ | Marcatori | 49’ Sterjovski |

#### Fase a gironi
| Arbitro: | Micheľ |

|                         |           |  |
| Adriano 34’ (rig.), 89’ | Marcatori |  |

| Arbitro: | Vassaras |

|                |           |                                      |
| Baseggio 90+4’ | Marcatori | 9’ Martins 51’ Adriano 55’ Stanković |

| Arbitro: | Meier |

|           |           |                                                                  |
| Aimar 73’ | Marcatori | 47’ Stanković 49’ Vieri 76’ van der Meyde 81’ Adriano 90+1’ Cruz |

| Milano 2 novembre 2004, ore 20:45 CET 4ª giornata | Inter  | 0 – 0 referto | Valencia | Stadio Giuseppe Meazza (35 000 spett.)\| Arbitro: \| Ivanov \| |
| Arbitro:                                          | Ivanov |               |          |                                                                |

| Arbitro: | Veissière |

|                   |           |             |
| Ismaël 49’ (rig.) | Marcatori | 55’ Martins |

| Arbitro: | Riley |

|                           |           |  |
| Cruz 33’ Martins 60’, 63’ | Marcatori |  |

#### Fase ad eliminazione diretta
| Arbitro: | Poll |

|                   |           |             |
| Ricardo Costa 61’ | Marcatori | 24’ Martins |

| Arbitro: | Hauge |

|                      |           |                 |
| Adriano 6’, 63’, 87’ | Marcatori | 69’ Jorge Costa |

| Arbitro: | Sars |

|                           |           |  |
| Stam 45+1’ Shevchenko 74’ | Marcatori |  |

| Arbitro: | Merk |

|  |           |                |
|  | Marcatori | 30’ Shevchenko |

## Statistiche
Statistiche aggiornate al 15 giugno 2005.

### Statistiche di squadra
| Competizione     | Punti | In casa | In casa | In casa | In casa | In casa | In casa | In trasferta | In trasferta | In trasferta | In trasferta | In trasferta | In trasferta | Totale | Totale | Totale | Totale | Totale | Totale | DR |
| Competizione     | Punti | G       | V       | N       | P       | Gf      | Gs      | G            | V            | N            | P            | Gf           | Gs           | G      | V      | N      | P      | Gf     | Gs     | DR |
| ---------------- | ----- | ------- | ------- | ------- | ------- | ------- | ------- | ------------ | ------------ | ------------ | ------------ | ------------ | ------------ | ------ | ------ | ------ | ------ | ------ | ------ | -- |
| Serie A          | 72    | 19      | 11      | 7       | 1       | 34      | 16      | 19           | 7            | 11           | 1            | 31           | 21           | 38     | 18     | 18     | 2      | 65     | 37     | 28 |
| Coppa Italia     | -     | 4       | 4       | 0       | 0       | 10      | 2       | 4            | 3            | 1            | 0            | 7            | 2            | 8      | 7      | 1      | 0      | 17     | 4      | 13 |
| Champions League | 14    | 6       | 4       | 1       | 1       | 12      | 5       | 6            | 2            | 3            | 1            | 11           | 7            | 12     | 6      | 4      | 2      | 23     | 12     | 11 |
| Totale           | -     | 29      | 19      | 8       | 2       | 56      | 23      | 29           | 12           | 15           | 2            | 49           | 30           | 58     | 31     | 23     | 4      | 105    | 53     | 52 |

### Andamento in campionato
| Giornata  | 1 | 2  | 3 | 4 | 5 | 6 | 7 | 8 | 9 | 10 | 11 | 12 | 13 | 14 | 15 | 16 | 17 | 18 | 19 | 20 | 21 | 22 | 23 | 24 | 25 | 26 | 27 | 28 | 29 | 30 | 31 | 32 | 33 | 34 | 35 | 36 | 37 | 38 |
| --------- | - | -- | - | - | - | - | - | - | - | -- | -- | -- | -- | -- | -- | -- | -- | -- | -- | -- | -- | -- | -- | -- | -- | -- | -- | -- | -- | -- | -- | -- | -- | -- | -- | -- | -- | -- |
| Luogo     | T | C  | T | C | T | C | T | T | C | T  | C  | T  | C  | C  | T  | C  | T  | C  | T  | C  | T  | C  | T  | C  | T  | C  | C  | T  | C  | T  | C  | T  | T  | C  | T  | C  | T  | C  |
| Risultato | N | N  | V | N | N | V | N | N | N | N  | N  | N  | N  | V  | N  | V  | V  | V  | N  | N  | V  | V  | N  | V  | N  | P  | V  | N  | V  | V  | V  | V  | P  | V  | V  | V  | V  | N  |
| Posizione | 8 | 13 | 7 | 6 | 9 | 6 | 5 | 6 | 5 | 6  | 7  | 7  | 7  | 6  | 5  | 4  | 4  | 4  | 4  | 4  | 3  | 3  | 4  | 3  | 3  | 4  | 4  | 3  | 3  | 3  | 3  | 3  | 3  | 3  | 3  | 3  | 3  | 3  |

Legenda:

Luogo: C = Casa; T = Trasferta. Risultato: V = Vittoria; N = Pareggio; P = Sconfitta.

### Statistiche dei giocatori
Sono in corsivo i calciatori che hanno lasciato la società a stagione in corso.
| Giocatore        | Serie A  | Serie A | Serie A     | Serie A    | Coppa Italia | Coppa Italia | Coppa Italia | Coppa Italia | Champions League | Champions League | Champions League | Champions League | Totale   | Totale | Totale      | Totale     |
| Giocatore        | Presenze | Reti    | Ammonizioni | Espulsioni | Presenze     | Reti         | Ammonizioni  | Espulsioni   | Presenze         | Reti             | Ammonizioni      | Espulsioni       | Presenze | Reti   | Ammonizioni | Espulsioni |
| ---------------- | -------- | ------- | ----------- | ---------- | ------------ | ------------ | ------------ | ------------ | ---------------- | ---------------- | ---------------- | ---------------- | -------- | ------ | ----------- | ---------- |
| Adriano          | 30       | 16      | 2           | 0          | 3            | 2            | 0            | 0            | 9                | 10               | 0                | 1                | 42       | 28     | 2           | 1          |
| M. Andreolli     | 1        | 0       | 0           | 0          | 0            | 0            | 0            | 0            | 0                | 0                | 0                | 0                | 1        | 0      | 0           | 0          |
| T. Belaid        | 1        | 0       | 0           | 0          | 0            | 0            | 0            | 0            | 0                | 0                | 0                | 0                | 1        | 0      | 0           | 0          |
| E. Belözoğlu     | 19       | 0       | 4           | 0          | 2            | 1            | 0            | 0            | 6                | 0                | 0                | 0                | 27       | 1      | 4           | 0          |
| F. Biava         | 0        | 0       | 0           | 0          | 1            | 0            | 0            | 0            | 0                | 0                | 0                | 0                | 1        | 0      | 0           | 0          |
| N. Burdisso      | 8        | 0       | 1           | 0          | 4            | 0            | 0            | 0            | 3                | 0                | 0                | 0                | 15       | 0      | 1           | 0          |
| E. Cambiasso     | 30       | 2       | 7           | 0          | 3            | 0            | 0            | 0            | 11               | 0                | 1                | 0                | 44       | 2      | 8           | 0          |
| F. Carini        | 4        | -3      | 0           | 0          | 4            | -2           | 1            | 0            | 1                | 0                | 0                | 0                | 9        | -5     | 1           | 0          |
| F. Coco          | 3        | 0       | 0           | 0          | 3            | 0            | 0            | 0            | 0                | 0                | 0                | 0                | 6        | 0      | 0           | 0          |
| I. Córdoba       | 32       | 3       | 10          | 0          | 4            | 0            | 1            | 0            | 10               | 0                | 4                | 0                | 46       | 3      | 15          | 0          |
| J. Cruz          | 18       | 5       | 0           | 0          | 6            | 2            | 0            | 0            | 8                | 2                | 1                | 0                | 32       | 9      | 1           | 0          |
| E. Davids        | 14       | 0       | 2           | 0          | 4            | 0            | 0            | 0            | 5                | 0                | 1                | 0                | 23       | 0      | 3           | 0          |
| P. Dellafiore    | 0        | 0       | 0           | 0          | 0            | 0            | 0            | 0            | 1                | 0                | 0                | 0                | 1        | 0      | 0           | 0          |
| G. Favalli       | 26       | 0       | 6           | 0          | 2            | 0            | 0            | 0            | 9                | 0                | 3                | 0                | 37       | 0      | 9           | 0          |
| A. Fontana       | 5        | -6      | 0           | 0          | 2            | -2           | 0            | 0            | 2                | -1               | 0                | 0                | 9        | -9     | 0           | 0          |
| C. Gamarra       | 3        | 0       | 0           | 0          | 3            | 0            | 0            | 0            | 0                | 0                | 0                | 0                | 6        | 0      | 0           | 0          |
| K. González      | 14       | 0       | 0           | 0          | 5            | 0            | 1            | 0            | 2                | 0                | 1                | 0                | 21       | 0      | 2           | 0          |
| G. Karagkounīs   | 12       | 0       | 0           | 0          | 5            | 0            | 0            | 0            | 3                | 0                | 0                | 0                | 20       | 0      | 0           | 0          |
| D. Marino        | 2        | 0       | 0           | 0          | 1            | 0            | 0            | 0            | 0                | 0                | 0                | 0                | 3        | 0      | 0           | 0          |
| O. Martins       | 31       | 11      | 0           | 0          | 6            | 6            | 1            | 0            | 9                | 5                | 1                | 0                | 46       | 22     | 2           | 0          |
| M. Materazzi     | 26       | 0       | 6           | 1          | 5            | 0            | 1            | 0            | 9                | 0                | 1                | 0                | 40       | 0      | 8           | 1          |
| R. Meggiorini    | 1        | 0       | 0           | 0          | 0            | 0            | 0            | 0            | 0                | 0                | 0                | 0                | 1        | 0      | 0           | 0          |
| S. Mihajlović    | 20       | 4       | 4           | 0          | 6            | 1            | 1            | 0            | 4                | 0                | 1                | 0                | 30       | 5      | 6           | 0          |
| G. Pasquale      | 4        | 0       | 0           | 0          | 0            | 0            | 0            | 0            | 2                | 0                | 0                | 0                | 6        | 0      | 0           | 0          |
| A. Recoba        | 13       | 3       | 2           | 0          | 4            | 2            | 0            | 0            | 5                | 1                | 1                | 0                | 22       | 6      | 3           | 0          |
| D. Stanković     | 31       | 3       | 8           | 1          | 6            | 0            | 1            | 0            | 10               | 3                | 1                | 0                | 47       | 6      | 10          | 1          |
| F. Toldo         | 30       | -28     | 2           | 1          | 2            | 0            | 0            | 0            | 9                | -11              | 0                | 0                | 41       | -39    | 2           | 1          |
| A. van der Meyde | 18       | 0       | 4           | 0          | 5            | 0            | 0            | 0            | 6                | 1                | 0                | 0                | 29       | 1      | 4           | 0          |
| J. Verón         | 24       | 3       | 7           | 0          | 5            | 0            | 0            | 0            | 10               | 0                | 2                | 0                | 39       | 3      | 9           | 0          |
| C. Vieri         | 27       | 13      | 3           | 0          | 3            | 3            | 0            | 0            | 6                | 1                | 0                | 0                | 36       | 17     | 3           | 0          |
| C. Zanetti       | 23       | 0       | 9           | 0          | 3            | 0            | 1            | 0            | 7                | 0                | 2                | 0                | 33       | 0      | 12          | 0          |
| J. Zanetti       | 35       | 0       | 1           | 0          | 5            | 0            | 0            | 0            | 11               | 0                | 0                | 0                | 51       | 0      | 1           | 0          |
| Zé Maria         | 22       | 1       | 1           | 0          | 7            | 0            | 0            | 0            | 7                | 0                | 0                | 0                | 36       | 1      | 1           | 0          |